# Krásnice

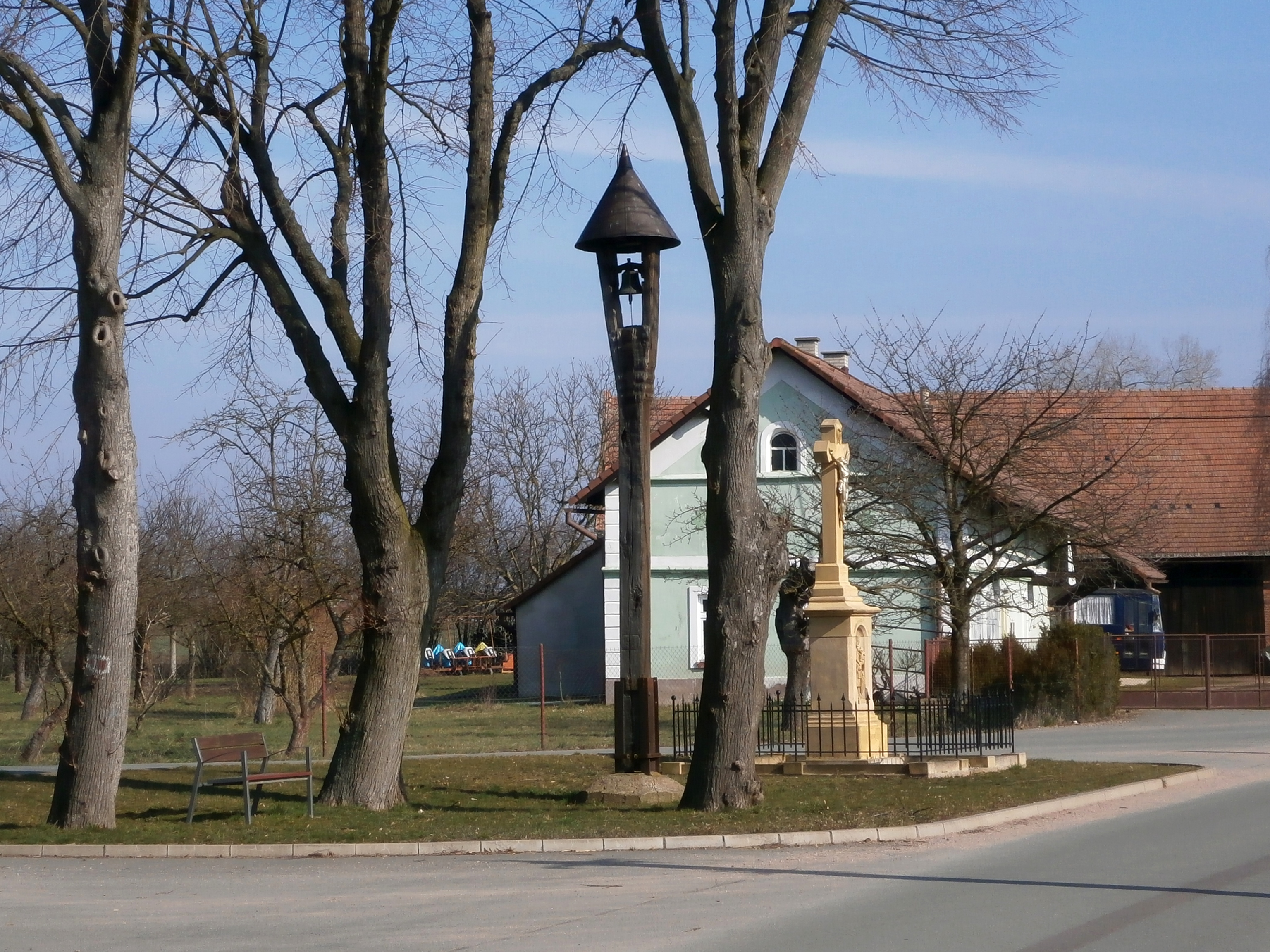
Dorfglocke und Kreuz auf dem Dorfplatz

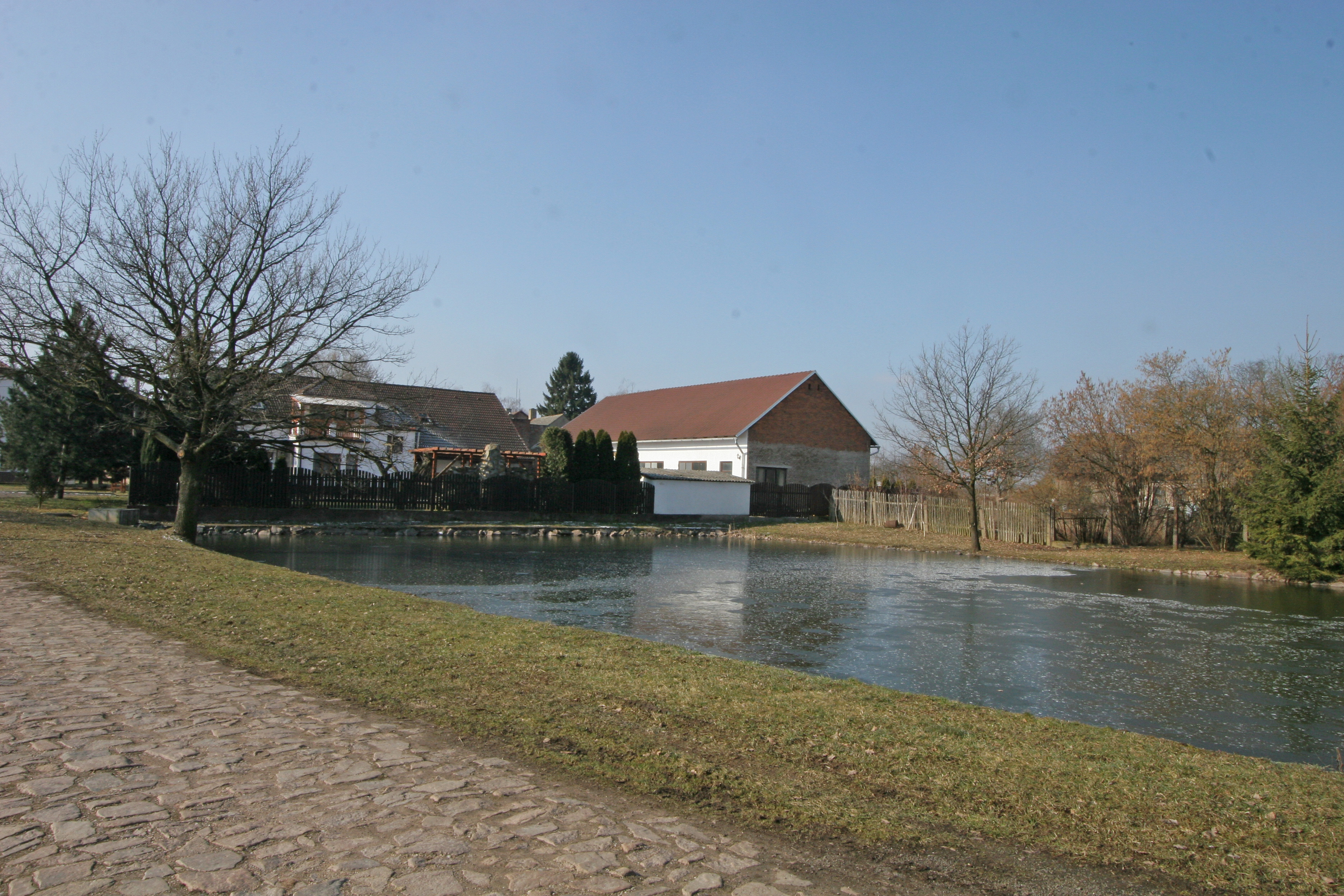
Dorfteich

Krásnice (deutsch Krasnitz, 1939–45 Schönfeld) ist ein Ortsteil der Gemeinde Praskačka im Okres Hradec Králové in Tschechien. Er liegt elf Kilometer südwestlich des Stadtzentrums von Hradec Králové.

## Geographie
Krásnice befindet sich rechtsseitig des Baches Ždánická stoka in der Východolabská tabule (Tafelland an der östlichen Elbe). Nördlich erhebt sich der Vrchy (Sedlitz, 251 m n.m.), westlich die Skupice (Malhaus, 248 m n.m.). 200 m nördlich des Dorfes verläuft die Dálnice 11/E 67, an der Skupice liegt die Autobahnraststätte Osice; nordöstlich von Krásnice befindet sich der Abzweig der Dálnice 35.
Nachbarorte sind Sedlice im Norden, Libišany im Nordosten, Opatovice nad Labem und Čeperka im Osten, Podůlšany im Südosten, Staré Ždánice im Süden, Plch und Rohoznice im Südwesten, Osice im Westen, sowie Syrovátka, Polizy und Žižkovec im Nordwesten.

## Geschichte
Krásnice wurde wahrscheinlich im 12. Jahrhundert durch das Kloster Opatowitz gegründet. Nachdem das Kloster 1421 von den Hussiten unter Diviš Bořek von Miletínek und Aleš von Riesenburg geplündert und niedergebrannt worden war, teilten Diviš Bořek und die Stadt Hradec Králové die ausgedehnten Besitzungen unter sich auf. Gemäß einer zwischen beiden geschlossenen Vereinbarung fiel der nördliche Teil der Klostergüter der Stadt zu, während Diviš Bořek aus dem übrigen Teil die Herrschaft Kunburg bildete.
Es ist anzunehmen, dass Krásnice zu den Besitzungen des Diviš Bořek gehörte; in der Mitte des 15. Jahrhunderts erwarb Georg von Podiebrad   die  Herrschaft Kunburg.
Die erste schriftliche Erwähnung von Chrastnice erfolgte am 5. April 1465, als Georg von Podiebrad die Herrschaft Pardubitz einschließlich zahlreicher ehemaliger Klosterdörfer seinen Söhnen Viktorin, Heinrich und Hynek von Münsterberg überschrieb. 1472 fiel die Herrschaft Pardubitz Heinrich von Münsterberg zu, er verkaufte Chrastnice 1491 an die Stadt Königgrätz. Wegen der Beteiligung der Stadt am böhmischen Ständeaufstand konfiszierte Kaiser Ferdinand I. 1547 sämtliche Königgrätzer Stadtgüter und verkaufte die meisten der eingezogenen Dörfer an Johann von Pernstein. Von dessen Sohn Jaroslav kaufte die Stadt das Dorf zurück, veräußerte es jedoch binnen kurzer Zeit an den königlichen Richter der Stadt, Jindřich Nejedlý von Vysoká, der es seinem Gut Liebtschan zuschlug. Zum Ende des 17. Jahrhunderts erwarben die Herren Straka von Nedabylic Liebtschan. Johann Peter Straka von Nedabylic (1645–1720) verfügte in seinem 1710 niedergelegten Testament die Errichtung des Straka-Gestifts zur Errichtung einer adeligen Ritterakademie für junge verarmte Adelige, in das seine Güter Liebtschan, Okrauhlitz und Ober Weckelsdorf einflossen.
Im Jahre 1835 bestand das im Königgrätzer Kreis gelegene Dorf Krasnitz bzw. Chrasnice aus 20 Häusern, in denen 119 Personen lebten. Dem Gemeindegericht von Krasnitz war das Dörfchen Schischkowitz unterstellt. Pfarrort war Wositz. Bis zur Mitte des 19. Jahrhunderts blieb Krasnitz dem Stiftungsgut Liebtschan untertänig.
Nach der Aufhebung der Patrimonialherrschaften bildete Krásnice ab 1849 mit dem Ortsteil Žižkovec eine Gemeinde im Gerichtsbezirk Königgrätz. Ab 1868 gehörte die Gemeinde zum Bezirk Königgrätz. Im Jahre 1886 erfolgte der Verkauf des Großgrundbesitzes an Johann Nepomuk von Harrach. 1949 wurde Krásnice dem Okres Hradec Králové-okolí zugeordnet; dieser wurde im Zuge der Gebietsreform von 1960 aufgehoben, seitdem gehört das Dorf zum Okres Hradec Králové. Im Jahre 1964 erfolgte die Eingemeindung nach Sedlice, seit 1976 gehört Krásnice als Ortsteil zu Praskačka. Am 3. März 1991 hatte der Ort 64 Einwohner; beim Zensus von 2001 lebten in den 31 Wohnhäusern von Krásnice 61 Personen.

## Ortsgliederung
Der Katastralbezirk Krásnice umfasst die Ortsteile Krásnice und Žižkovec.

## Sehenswürdigkeiten
- Dorfglocke und Kreuz auf dem Dorfplatz[4]